# Matheus Pereira
Matheus Fellipe Costa Pereira, född 5 maj 1996, är en brasiliansk fotbollsspelare som spelar för saudiska Al-Hilal.

## Karriär
Den 8 augusti 2019 lånades Pereira ut till West Bromwich Albion på ett låneavtal över säsongen 2019/2020. Den 17 augusti 2020 skrev Pereira på ett fyraårskontrakt med West Bromwich Albion.
Den 6 augusti 2021 värvades Pereira av saudiska Al-Hilal.